# So in Love
So in Love is een nummer van de Britse band Orchestral Manoeuvres in the Dark. Het is de eerste single van hun zesde studioalbum Crush uit 1985. Op 13 mei dat jaar werd het nummer op single uitgebracht.

## Achtergrond
"So in Love" was het laatst geschreven nummer van het album. Volgens bandlid Andy McCluskey gaat het nummer over het pijnlijke einde van een relatie. In OMD's thuisland het Verenigd Koninkrijk bereikte de plaat een bescheiden 27e positie in de UK Singles Chart. In Ierland werd de 13e positie behaald, Australië de 56e en in Duitsland de 18e positie.
In het Nederlandse taalgebied was de plaat nog succesvoller. In Nederland was de plaat op vrijdag 24 mei 1985 Veronica Alarmschijf op Hilversum 3 en werd een hit in de destijds drie landelijke hitlijsten op de nationale publieke popzender. De plaat bereikte de 7e positie in de Nederlandse Top 40, de 12e positie in de Nationale Hitparade en piekte op een 6e positie in de TROS Top 50. In de Europese hitlijst op Hilversum 3, de TROS Europarade, werd de 18e positie bereikt.
In België bereikte de plaat de  3e positie in de Vlaamse Radio 2 Top 30 en de 4e positie in de voorloper van de Vlaamse Ultratop 50. In Wallonië werd géén notering behaald.